# Puchar Czarnogóry w piłce siatkowej mężczyzn (2024/2025)
Puchar Czarnogóry w piłce siatkowej mężczyzn 2024/2025 – 19. edycja rozgrywek o Puchar Czarnogóry w piłce siatkowej od uzyskania przez to państwo niepodległości, zorganizowana przez Czarnogórski Związek Piłki Siatkowej (czarnog. Odbojkaški savez Crne Gore, OSCG). Rozpoczęła się 13 grudnia 2024 roku.
W Pucharze Czarnogóry wzięło udział 7 zespołów z ECPG Superligi. Rozgrywki składały się z ćwierćfinałów, półfinałów i finału. We wszystkich rundach obowiązywał system pucharowy.
Finał odbył się 30 marca 2025 roku w obiekcie Mediteranski sportski centar w Budvie. Po raz siódmy, jednocześnie siódmy raz z rzędu, Puchar Czarnogóry zdobył klub Budva, który w finale pokonał zespół Budućnost Podgorica. Nagrodę dla najlepszego zawodnika (MVP) finału otrzymał Vasilije Milenković.

## System rozgrywek
Rozgrywki o Puchar Czarnogóry w sezonie 2024/2025 składały się z ćwierćfinałów, półfinałów i finału. We wszystkich rundach obowiązywał system pucharowy. Ćwierćfinałowe i półfinałowe pary wyłoniono w drodze losowania. Losowanie ćwierćfinałów odbyło się 22 listopada 2024 roku, a półfinałów – 31 stycznia 2025 roku.
W ćwierćfinałach o awansie w parze decydowało jedno spotkanie. Półfinały odbywały się w formule dwumeczów. O awansie rozstrzygała liczba zdobytych punktów meczowych. Za zwycięstwo 3:0 lub 3:1 drużyna otrzymywała 3 punkty, za zwycięstwo 3:2 – 2 punkty, za porażkę 2:3 – 1 punkt, natomiast za porażkę 1:3 lub 0:3 – 0 punktów. Jeżeli po rozegraniu dwumeczu oba zespoły miały taką samą liczbę punktów, rozgrywano tzw. złoty set do 15 punktów z konieczną przewagą dwóch punktów. Zwycięzcy półfinałów zmierzyli się w finale o Puchar Czarnogóry.
Gospodarzem meczu ćwierćfinałowego oraz pierwszego spotkania w dwumeczu była drużyna wylosowana jako pierwsza. Za zgodą obu stron można było zmienić gospodarza. Finał rozegrano w miejscu wybranym przez organizatora w drodze konkursu.

## Drużyny uczestniczące
W Pucharze Czarnogóry w sezonie 2024/2025 wzięło udział 7 drużyn – wszystkie zespoły grające w ECPG Superlidze.
| ECPG Superliga (7 drużyn) | ECPG Superliga (7 drużyn) |
| ------------------------- | ------------------------- |
| Budućnost Podgorica       | finał                     |
| Budva                     | zwycięstwo                |
| Galeb Bar                 | półfinał                  |
| Jedinstvo Bijelo Polje    | półfinał                  |
| Lovćen                    | ćwierćfinał               |
| Mornar Bar                | ćwierćfinał               |
| Sutjeska Nikšić           | ćwierćfinał               |

## Rozgrywki
Godziny do 30 marca 2025 roku podane są według strefy czasowej UTC+1, a od 30 marca 2025 roku według strefy czasowej UTC+2.

### Ćwierćfinały
| 13 grudnia 202420:00 Źródło: | Budućnost Podgorica | 3:1(29:31, 25:23, 25:22, 25:20) | Mornar Bar | Sportski centar Morača, Podgorica Widzów: 100 Sędzia: Sonja Simonovska i Nevena Terzić |
| 13 grudnia 202420:00 Źródło: |                     | 3:1(29:31, 25:23, 25:22, 25:20) |            | Sportski centar Morača, Podgorica Widzów: 100 Sędzia: Sonja Simonovska i Nevena Terzić |

| 14 grudnia 202417:00 Źródło: | Sutjeska Nikšić | 0:3(21:25, 23:25, 20:25) | Jedinstvo Bijelo Polje | Sportski centar Nikšić, Nikšić Sędzia: Jelena Mitrović i Milanka Purović |
| 14 grudnia 202417:00 Źródło: |                 | 0:3(21:25, 23:25, 20:25) |                        | Sportski centar Nikšić, Nikšić Sędzia: Jelena Mitrović i Milanka Purović |

| 15 grudnia 202418:00 Źródło: | Galeb Bar | 3:2(25:18, 14:25, 15:25, 25:20, 15:9) | Lovćen | Dvorana Topolica, Bar Widzów: 50 Sędzia: Dragana Vučinić i Danilo Papović |
| 15 grudnia 202418:00 Źródło: |           | 3:2(25:18, 14:25, 15:25, 25:20, 15:9) |        | Dvorana Topolica, Bar Widzów: 50 Sędzia: Dragana Vučinić i Danilo Papović |

### Półfinały
| 14 lutego 202518:30 Źródło: | Budva | 3:0(25:10, 25:16, 25:17) | Galeb Bar | Mediteranski sportski centar, Budva Widzów: 60 Sędzia: Danilo Papović i Sava Batizić |
| 14 lutego 202518:30 Źródło: |       | 3:0(25:10, 25:16, 25:17) |           | Mediteranski sportski centar, Budva Widzów: 60 Sędzia: Danilo Papović i Sava Batizić |

| 26 lutego 202521:00 Źródło: | Galeb Bar | 0:3(14:25, 20:25, 13:25) | Budva | Dvorana Topolica, Bar Widzów: 70 Sędzia: Nikola Plamenac i Predrag Beljkaš |
| 26 lutego 202521:00 Źródło: |           | 0:3(14:25, 20:25, 13:25) |       | Dvorana Topolica, Bar Widzów: 70 Sędzia: Nikola Plamenac i Predrag Beljkaš |

| Wynik dwumeczu | Galeb Bar | 0:6 | Budva |  |
| Wynik dwumeczu |           | 0:6 |       |  |

| 16 lutego 202517:00 Źródło: | Jedinstvo Bijelo Polje | 0:3(18:25, 10:25, 19:25) | Budućnost Podgorica | Dvorana Nikoljac, Bijelo Polje Widzów: 110 Sędzia: Petar Jocović i Milanka Purović |
| 16 lutego 202517:00 Źródło: |                        | 0:3(18:25, 10:25, 19:25) |                     | Dvorana Nikoljac, Bijelo Polje Widzów: 110 Sędzia: Petar Jocović i Milanka Purović |

| 26 lutego 202519:00 Źródło: | Budućnost Podgorica | 3:0(25:20, 25:18, 25:17) | Jedinstvo Bijelo Polje | Sportski centar Morača, Podgorica Widzów: 70 Sędzia: Sonja Simonovska i Stefan Pršić |
| 26 lutego 202519:00 Źródło: |                     | 3:0(25:20, 25:18, 25:17) |                        | Sportski centar Morača, Podgorica Widzów: 70 Sędzia: Sonja Simonovska i Stefan Pršić |

| Wynik dwumeczu | Budućnost Podgorica | 6:0 | Jedinstvo Bijelo Polje |  |
| Wynik dwumeczu |                     | 6:0 |                        |  |

### Finał
| 30 marca 202518:30 Źródło: | Budva | 3:1(25:23, 25:17, 31:33, 25:21) | Budućnost Podgorica | Mediteranski sportski centar, Budva Widzów: 1300 Sędzia: Sonja Simonovska i Dragana Vučinić |
| 30 marca 202518:30 Źródło: |       | 3:1(25:23, 25:17, 31:33, 25:21) |                     | Mediteranski sportski centar, Budva Widzów: 1300 Sędzia: Sonja Simonovska i Dragana Vučinić |